# La brute
La brute is een roman uit 1951 van de Franse schrijver Guy des Cars. Het boek gaat over een doofblinde man die beschuldigd wordt van moord. Het boek werd in 1987 verfilmd onder regie van Claude Guillemot.

## Verhaal
Jacques Vauthier is blind en doof geboren. Dankzij zijn natuurlijke begaafdheid en zijn opvoeding bij de Broeders van Sint-Gabriël kan hij verder studeren. Met de hulp van zijn vrouw schrijft hij een autobiografie. Daardoor raakt hij zelfs bekend tot in de Verenigde Staten, waar hij naartoe trekt voor een tournee. Bij de terugkeer wordt op de pakketboot een Amerikaan vermoord. Vauthier wordt aangetroffen nabij het slachtoffer met het moordwapen in de hand en besmeurd met bloed. Alles wijst erop dat hij de dader is.
Meester Victor Deliot, een oudere advocaat met een onopvallende carrière, wordt aangesteld om Vauthier te verdedigen. Dit lijkt een onmogelijke opdracht en de beschuldigde blijkt de feiten zelfs niet te ontkennen. Deliot gelooft toch in de onschuld van Vauthier en gaat daarvoor zelf op onderzoek.